# Vote obligatoire
On parle de vote obligatoire dans les pays où l'absence de participation aux opérations de vote, un jour de scrutin, est passible de sanctions. 22 pays ont des lois rendant le vote obligatoire, mais tous n'appliquent pas des sanctions même quand ces sanctions (généralement des amendes, voire plus en cas de récidive) sont inscrites dans la loi.

Présence d'une obligation de vote dans certaines ou toutes les élections nationales directes ou indirectes :
Vote obligatoire, sanctions appliquées.
Vote obligatoire, sanctions non appliquées.
Vote obligatoire, sanctions appliquées (hommes seulement).
Vote obligatoire, sanctions non appliquées (hommes seulement).
Vote obligatoire par le passé (historique).

## Analyse par pays

### Pays rendant le vote obligatoire

#### Australie
Pour un article plus général, voir Système électoral australien.
L’article 101 de la loi électorale rend l’inscription sur les listes électorales obligatoire et l’article 245, quant à lui, rend obligatoire la présence à tous les votes (élections nationales, c’est-à-dire l’élection de députés et de sénateurs, et référendums).
Ce même article prévoit les motifs d’abstention possibles : 
- Déplacement hors de l’Australie.
- N’importe quelle raison jugée acceptable par l’administration.

En contrepartie certaines personnes peuvent voter par correspondance ou par anticipation.
La loi électorale facilite également le vote, d'une part, par la mise en place de bureaux de vote mobiles dans certains hôpitaux, dans les prisons et dans les circonscriptions isolées et, d'autre part, en permettant à certains électeurs qui ne peuvent accéder à leur bureau de vote en raison d'un handicap physique, d'une maladie ou d'une grossesse avancée de voter à proximité immédiate de ce bureau.
Si le citoyen ne s'est pas inscrit sur les listes électorales il est passible d’une amende de 50 dollars australiens (~ 28 €). Ceux qui n’ont pas voté sans excuse valable devront payer 20 A$ (~11 €).
Si l'électeur défaillant refuse de payer cette amende, des sanctions supplémentaires peuvent lui être appliquées. Elles varient selon l'État ou le Territoire dans lequel l'affaire est jugée et peuvent consister en des travaux d'intérêt général, en la saisie de biens ou en une courte peine de prison. Dans certains cas, la sanction est obligatoirement une peine de prison. En Nouvelle-Galles du Sud le non recouvrement de cette amende peut conduire à l'annulation ou la suspension du permis de conduire, et/ou l'annulation de l'enregistrement minéralogique du véhicule. Par l'application de cette loi, l’Australie a divisé par cinq son taux d’abstention depuis 1923.

#### Belgique
Le vote est obligatoire en Belgique depuis 1893 pour l'élection de la Chambre des représentants, et pour l'élection du Sénat jusque 2010 (année du dernier suffrage universel pour l'élection du Sénat). Cette mesure avait pour but de rendre possible le vote de tous et surtout de la classe la plus pauvre sans aucune pression. Un patron ne pouvait pas imposer un jour de travail pendant un scrutin pour empêcher ses ouvriers de se rendre aux urnes.
Concrètement, l'article 62 de la Constitution belge (coordonnée le 17 février 1994) dispose que « Le vote est obligatoire et secret ».
Un électeur qui ne se rend pas aux urnes peut se voir infliger une amende de 40 à 80 €, et jusqu'à 200 € en cas de récidive. Si l’électeur ne se présente pas à 4 reprises dans un délai de 15 années, il sera rayé des listes électorales pour 10 ans. En outre, pendant ce laps de temps, il ne peut recevoir aucune nomination, ni promotion ou distinction d’une autorité publique. Dans la réalité, aucun Parquet ne poursuit les électeurs qui ne sont pas allés voter, notamment en raison de l'encombrement des tribunaux, ce qui n'est pas vrai par contre pour les assesseurs qui n'ont pas justifié préalablement leur absence au bureau de vote. Le 3 mars 2010, le ministre de la Justice Stefaan De Clerck (CD&V), répondant à deux questions parlementaires, a déclaré en commission de la Justice de la Chambre des représentants que « la poursuite des personnes qui ne respectent pas l'obligation de se présenter au bureau de vote ne constitue pas une priorité dans le cadre de la politique en matière de poursuites » (...) « Entamer des poursuites contre des citoyens qui ne respectent pas le vote obligatoire exigerait un énorme effort de la Justice, notamment parce que de telles poursuites devraient être entamées rapidement, eu égard aux délais de prescription. » (...) « En cas d'élections, la priorité consiste, le cas échéant, à entamer des procédures contre ceux qui sont absents au niveau du bureau, de la présidence, etc., mais pas contre les électeurs. » (...) « Entre-temps, ma vision personnelle a évolué et je suis convaincu que l’obligation de vote n’est plus réaliste. Dans tous les partis, on compte des partisans tant de sa suppression que de son maintien. ».
En 2021, le gouvernement flamand a annoncé la suppression de l'obligation de voter pour les élections communales et provinciales en 2024. Les deux autres régions maintiennent l'obligation de vote à ces élections locales.
À la différence de ce qui se passe en France et dans certains autres pays, toute personne résidant légalement en Belgique est inscrite d'office dans un Registre national informatisé, à partir duquel sont tirées, à la date de clôture, les listes d'électeurs. Tout citoyen qui remplit les conditions au moment de la clôture des listes est donc d'office convoqué aux élections. Par ailleurs, la loi fait obligation à toute personne résidant en Belgique de signaler aux autorités communales tout changement d'adresse dans un délai de 8 jours ; la nouvelle adresse est alors encodée au Registre national, l'électeur n'a donc aucune démarche spécifique à effectuer pour être convoqué à son adresse de résidence.
Actuellement, seuls les partis de droite (Open VLD, CD&V, MR) , ont inscrit dans leurs programmes la suppression de l'obligation de vote (stemplicht). Les partis francophones (PS, Ecolo) et la gauche flamande (Vooruit, Groen !), mais aussi les partis du centre (Les Engagés, DéFI) y sont opposés, pour des motifs tant idéologiques que stratégiques, notamment la crainte de mobilisation d'un électorat radical et de démobilisation d'un électorat populaire. Ce débat est récurrent dans les médias flamands et totalement absent des médias francophones. Un des arguments avancés côté flamand est que les étrangers ont un droit de vote (stemrecht), puisqu'ils choisissent librement de s'inscrire ou non sur les listes électorales communales (mais sont soumis à l'obligation de vote une fois inscrits sur les listes), alors que les Belges seraient soumis à une obligation de vote (stemplicht), ce qui constituerait une discrimination aux yeux des Belges.
Le 25 août 2016, le MR, à travers son délégué général Georges-Louis Bouchez, remet en cause le vote obligatoire. Celui-ci affirme que « le vote obligatoire ne renforce pas l'intérêt pour la chose publique. Il renforce, au contraire, les conservatismes ». Selon lui, le vote obligatoire fait que les partis au pouvoir ne sont pas sanctionnés après un mauvais bilan, ce qui profite au PS dans le Hainaut et en Province de Liège, et pour Les Engagés dans la Province du Luxembourg. Ces deux partis ont rapidement réagi, se positionnant pour le maintien du vote obligatoire : Laurette Onkelinx, cheffe de groupe PS à la Chambre, a tweeté que « le vote obligatoire nous inscrit dans une société qui responsabilise chacun » et que « il n'y a pas de droits sans devoirs ». Les Engagés ont quant à eux estimé que « la citoyenneté n’est pas optionnelle. [...] Tout ce qui peut concourir à la vitalité démocratique, au renforcement de la participation citoyenne doit être entrepris. » Quant à l'idée d'être favorisé par le vote obligatoire, il répond que « l’heure est au civisme, à l’engagement pour notre pays, et non au shopping démocratique ». Le vote est donc toujours obligatoire en Belgique, même si les débats autour de cette loi persistent.

##### Absence de poursuites dans les faits
Dans les faits, les 10 % d’abstentionnistes ne sont jamais sanctionnés. Dans un rapport paru en 2018, il était noté qu’à la fin du XIXe siècle « les condamnations n’étaient déjà pas très nombreuses ». Depuis 2003 les abstentionnistes ne sont quasiment plus jamais poursuivis. Un politologue avait  compté une douzaine de poursuites en 2007 alors que près de 690 000 Belges n’étaient pas allés voter .

#### Bolivie
En 1952, la Bolivie a commencé à donner des cartes aux citoyens qui ont voté. Dans les trois mois suivant l’élection, les citoyens doivent présenter ce justificatif pour accéder à leur salaire.[réf. nécessaire]

#### Brésil
Au Brésil, le vote est obligatoire depuis 1932 pour les électeurs de 18 à 70 ans. Les citoyens qui n'ont pas voté aux trois dernières élections doivent payer une amende, sans quoi ils sont empêchés d'assumer une fonction publique et ne peuvent pas se faire délivrer leur passeport. Les fonctionnaires doivent présenter régulièrement leur carte d'électeur pour prouver qu'ils ont bien satisfait aux obligations de vote.

#### Grèce
Il n’y a pas d’amende, mais ceux qui se sont abstenus ont par la suite des difficultés pour obtenir un passeport ou un permis de conduire.[réf. nécessaire]

#### Italie
Le vote n'est plus obligatoire depuis 1993. Jusque-là, les sanctions étaient administratives et non pas pécuniaires : l'électeur s'étant abstenu était inscrit sur un registre pendant 5 ans, ce qui pouvait lui poser des difficultés pour trouver un emploi dans l'administration publique ou pour postuler à des charges électives (ce qui était toutefois relativement rare).
Le vote demeure cependant, au sens de la Constitution, une obligation civique et éthique, mais aucune sanction n'est désormais appliquée en cas de non-vote.

#### Luxembourg
Au Luxembourg, des lois obligeant de voter existent depuis 1924, mais elles ont été toutes unifiées dans un seul texte en février 2003, texte qui reconduit simplement l’obligation d’aller voter. Toute personne âgée de plus de 18 ans est inscrite d’office sur les listes électorales.
Les électeurs sont convoqués cinq jours au minimum avant le scrutin. Les électeurs de plus de 75 ans (Art. 89 paragraphe 2) sont excusés de droit s'ils ne se déplacent pas jusqu'au bureau de vote et peuvent voter par correspondance sans justification.
Les personnes séjournant à l’étranger ou absentes pour raisons professionnelles sont aussi excusées.
Les sanctions en cas d’abstention au Luxembourg sont très dures depuis la loi de 1924 et ont été arrondies par la loi de 2003 :
- de 100 à 250 € pour une première abstention non justifiée,
- de 500 à 1 000 € en cas de récidive dans les 5 ans suivant la première faute.

#### Nauru
Dans cette ancienne colonie australienne, voter est obligatoire. Les contrevenants s'exposent à une amende — de six dollars australiens, pour une élection législative et jusqu'à 100 dollars pour un référendum,,.

#### Pays-Bas
De 1917 à 1970, le vote est obligatoire (néerlandais : opkomstplicht). Depuis, le taux de participation est resté élevé aux législatives (95,00 % en 1967, 79,12 % en 1971, 80,35 % en 2006, 75,40 % en 2010), bien qu'il soit faible aux élections provinciales (46,40 % en 2007, 55,97 % en 2011) et européennes (39,26 % en 2004, 36,75 % en 2009). Il diminue fortement aux municipales (93,35 % en 1966, 69,07 % en 1974, 58,56 % en 2006, 54,13 % en 2010).

#### Suisse
Dans le canton de Schaffhouse, le vote est obligatoire jusqu'à l'âge de 65 ans, sous peine d'une amende de six francs suisses, pour les scrutins de niveau fédéral, cantonal et communal.  
En Suisse, le terme voter désigne la participation à une votation (référendum ou initiative populaire), tandis qu’élire désigne le choix de représentants. Dans le canton de Schaffhouse, l’obligation s’applique ainsi aussi bien aux votations qu’aux élections, et impose de prendre part à tout scrutin organisé, quel qu’il soit.

### Débats dans les pays ne rendant pas le vote obligatoire
Afin de lutter contre l'abstentionnisme, l'instauration d'un vote obligatoire resurgit fréquemment dans les débats post-électoraux dans certains pays.

#### Canada
Le vote obligatoire n'existe ni au niveau fédéral ni dans aucune des dix provinces au Canada. Il existe toutefois des courants d'opinion qui souhaitent rendre le vote obligatoire. Ces groupes d'opinion sont motivés par des taux élevés d'abstention qui frôlent plus de 40 % lors de certaines élections. Jusqu'à présent, ces groupes n'ont pas connu de succès.

#### France
L'inscription sur les listes électorales est obligatoire en vertu de l’article L9 du code électoral, mais aucune sanction n'est prévue. L'inscription est automatique si l'on est en âge de voter,. En revanche, le droit de vote est considéré par les institutions comme un devoir moral pour les citoyens, comme le rappelle l’inscription figurant sur les cartes électorales : « Voter est un droit, c’est aussi un devoir civique », mais cette qualité de « devoir moral » ne s'appuie sur aucun texte légal ou réglementaire.
Malgré l'émission de 53 propositions de loi sur le sujet depuis les débuts de la Troisième République, le vote obligatoire n'a jamais été instauré. Toutefois le vote est obligatoire pour les grands électeurs (environ 144 400 personnes), à l'occasion de l'élection des sénateurs. En effet, l'article L 318 du code électoral prévoit la condamnation à une amende de 100 euros par le tribunal de grande instance du chef-lieu tout membre du collège électoral qui, sans cause légitime, n'aura pas pris part au scrutin. Avant la modification par l’article 11 de la loi no 2004-404 du 10 mai 2004, l’amende était de 4,50 euros.
Le débat sur le vote obligatoire revient très souvent sur le devant de la scène en France. Les partisans de la mesure mettent en avant divers bénéfices comme la lutte contre l'abstention grandissante, la possibilité de comptabiliser les votes blancs dans le résultat final, l'assainissement de la démocratie, l'irrigation et le renforcement de la République ou encore la possibilité de diversification de l'offre politique et des personnalités politiques qui seront plus représentatives de l'électorat. Les partisans du vote non obligatoire mettent quant à eux en avant le fait que cette mesure serait une suppression d'un droit d'expression, devenant un devoir, que l'on infantiliserait les électeurs et que la démocratie participative ne doit pas se résumer à une contrainte. La question du vote obligatoire est à nouveau soulevée au lendemain du premier tour des élections régionales et départementales de 2021, où l'abstention atteint un taux record pour ce type de scrutins.
Le vote est obligatoire pour les grands électeurs lors des élections sénatoriales,.

#### Roumanie
En avril 2012, le Sénat roumain a approuvé une proposition de loi instaurant une amende de 250 € à l'encontre des abstentionnistes, elle doit encore passer devant la Chambre des députés.